# Łazy Duże (województwo podlaskie)
Łazy Duże – wieś w Polsce położona w województwie podlaskim, w powiecie białostockim, w gminie Tykocin. Leży nad Narwią.
W latach 1975–1998 miejscowość należała administracyjnie do województwa białostockiego.
Wierni kościoła rzymskokatolickiego należą do parafii Matki Bożej Miłosierdzia w Krośnie.